# Kováts Ferenc (apát)
Kováts Ferenc, Kovács (Kőhalom, Kőhalom szék, 1837. november 26. – Marosvásárhely, 1899. július 2.) apát-plébános, pápai prelátus, hittanár, néprajzi író, címzetes apát.

## Élete
Egyetemi tanulmányait 1859-ben, mint a Pázmáneum növendéke, a bécsi egyetemen végezte és októberben az erdélyi püspök, Haynald Lajos püspöki igazgatónak nevezte ki. 1860. októberben gimnáziumi tanár lett Gyulafehérvárt. 1860. április 16-án pappá szentelték; 1862. január 22-én teológiai tanárrá nevezték ki az ottani líceumhoz, ahol 1874. október végeig működött. 1865. október 6-án szentszéki ülnökké lett. 1866. január 8-án zsinati vizsgálónak nevezték ki az alaphittani tudományokból. Imets Jákóval és Veszely Károllyal együtt felkereste a moldvai csángó magyarokat. 1868. augusztus 25-én a püspöki papnevelőben a teológiai társaság mellett a tanulmányi felügyelőség tisztével bizatott meg és ezen minőségben 1872. június 2-ig működött, amikor is a gróf Batthyány Ignác-féle intézet mellett segédkönyvtárnok és csillagvizsgáló segédőr lett. 1874. októberben az erdélyi római katolikus igazgatótanács megválasztotta marosvásárhelyi plébánosnak, egyúttal kerületi főesperessé és 1880-ban a király Szent Egyedről elnevezett bártfai címzetes apáttá nevezte ki. 1881-tól egyszersmind tagja volt az Erdélyi Római Katolikus Státus igazgatótanácsnak. 1893. november 4-én a III. osztályú vaskoronarndet kapta. Elnöke volt a Székely Művelődési és Közgazdasági Egyesület marosvidéki választmányának, a székelyföldi iparmúzeumnak. Marosvásárhelyt létesítette az iparmúzeum csarnokát, a római katolikus felső leányiskolát és nevelőintézetet. Ásatásokat végzett az egykori római castrumok helyén Maroskeresztúron és Sárpatak. 1895-ben a kormány felajánlotta neki a rozsnyói püspökséget azon kikötéssel, hogy a törvényhatósági gyűléseken az új egyházpolitikai törvényeket támogassa, azonban Kováts ezt nem fogadta el.
Álneve: Fehérvári (az Idők Tanujában), jegyei: -o- és K. F.

## Írásai
Etnográfiai cikkeket írt a bécsi Magyar Sajtóba (1857-58.) és az ottani Wandererbe; az Idők Tanujába (1860. az Erdély és Magyarország közötti unio védelmére kelt, több erdélyi vármegye s a székely székek határozataiból merített adatok alapján); az Aradba (1871. A piski-petrozsenyi vasutvonal ismertetése, történeti s régészeti tekintettel), a Kolozsvári Közlönybe (1873. máj. jún. A gyulafehérvári gróf Batthyány-féle könyvtárnak és csillagdának ismertetése), a Székely Naptárba (1882 óta munkatársa, A székely nemzet jelene és jövője, 1883. Fogarasy Mihály erdélyi püspök életrajza sat.)

## Munkája
- Veszely, Imets és Kováts utazása Moldva-Oláhországban. 1868. Függelék: Kovács Ferencz Károly-fehérvári hittanár naplója 1868. Maros-Vásárhely, 1870. (A szent László-társulat által kiküldött bizottság kiséretében tett utazása alkalmával a moldvai s oláhországi csángó és magyar telepekre vonatkozó tanulmánya.)

1885-ben tanulmányt írt a székelyföld népe eredetéről és történelmi fejlődéséről, az erdély-részi róm. kath. státus tagjainak ajánlva.